# Хокуа
У Бинцзя́нь (кит. трад. 伍秉鑑, пиньинь Wǔ Bǐngjiàn 1769, Гуанчжоу — 4 сентября 1843, Гуанчжоу), более известный на Западе как Хокуа или Хокуан — крупнейший торговец Кантона первой половины XIX века, важнейший компрадор (посредник) между европейскими купцами и китайскими властями. Глава хонга (торгового дома) «Эво», неформальный лидер кохонга (гильдии торговцев) Гуанчжоу. В своё время являлся богатейшим человеком Китая и одним из богатейших людей всего мира.

## Биография
У Бинцзянь родился в 1769 году в Гуанчжоу. Его семья происходила из провинции Фуцзянь и говорила на диалекте хоккиен. Дед У Бинцзяня торговал чаем в Сямыне, а отец начинал свой бизнес в Цюаньчжоу. В 1783 году У Гоин (У Гожун) основал в Гуанчжоу крупный хонг (универсальный торговый дом) «Эво» (怡和行). В 1803 году его сын У Бинцзянь возглавил семейный бизнес и превратил хонг в крупнейший торговый дом Южного Китая. Среди западных купцов У Бинцзянь получил имя Хокуа (Howqua) — это романизация его делового псевдонима с диалекта хоккиен (浩官, Hō-koaⁿ).
«Эво» был крупнейшим по обороту хонгом среди «Тринадцати факторий» Гуанчжоу, коммерческие интересы его морского флота распространялись на Калькутту, Батавию, Манилу и Латинскую Америку. Кроме того, «Эво» являлся важным кредитором британской Ост-Индской компании, а личное состояние Хокуа к 1834 году превышало 26 млн мексиканских долларов.
В 1834 году Ост-Индская компания потеряла монопольное право на торговлю с Китаем, и Хокуа попытался установить связи с британским лордом  Уильямом Джоном Нейпиром, назначенным торговым суперинтендантом в Гуанчжоу. Однако Нейпир в сентябре 1834 года устроил военный конфликт с губернатором Лянгуана и вскоре скончался от лихорадки в Макао.
В 1835 году Хокуа передал одно из своих зданий в Гуанчжоу американскому протестантскому миссионеру и врачу Питеру Паркеру, который открыл в нём первую в Китае глазную больницу западного типа (была известна как Кантонский госпиталь).
Хокуа поставлял американцам и британцам чай, шёлк, фарфор и перец, а взамен получал серебро в монетах и слитках, а также ткани и опиум. Он возглавлял гильдию китайских купцов Гуанчжоу и фактически управлял всей внешней торговлей Цинского Китая. Среди ближайших партнёров Хокуа были Джон Перкинс Кушинг (1787—1862), Уильям Джардин (1784—1843), Джеймс Мэтисон (1796—1878), Сэмюэл Рассел (1789—1862), Уоррен Делано (1809—1898), Джон Мюррей Форбс (1813—1898) и Абиэль Эббот Лау (1811—1893). Последний в 1840 году даже основал совместное предприятие с Хокуа.
Несмотря на то, что значительную часть своих доходов Хокуа тратил на взятки императорским чиновникам, его состояние оставалось огромным вплоть до начала Первой опиумной войны. После заключения Нанкинского договора в 1842 году Хокуа выплатил британцам треть контрибуции, наложенной на Китай по итогам проигранной войны. Хокуа скончался в Гуанчжоу 4 сентября 1843 года.

## Торговая система в Кантоне
С 1684 по 1856 год в Гуанчжоу существовали так называемые «Тринадцать факторий», через которые Цинский Китай вёл торговлю с внешним миром. Район этих факторий располагался вдоль реки Чжуцзян, на территории современного района Ливань. Крупнейшими факториями были склады хонга «Эво», а также британские, американские, голландские, французские, испанские, датские, шведские и австрийские склады. В 1822 году фактории были уничтожены в результате масштабного пожара, затем пострадали в ходе Первой опиумной войны. После заключения в 1842 году Нанкинского договора торговая роль «Тринадцати факторий» заметно сократилась, а после Второй опиумной войны они были перенесены на остров Хайчжу.
С середины XVIII века во главе всех хонгов (торговых домов) Гуанчжоу стоял кохонг (公行) — гильдия крупнейших купцов, которые фактически контролировали все экспортно-импортные сделки Цинского Китая. До Первой опиумной войны через кохонг проходила почти вся внешняя торговля между Китаем и Западом (за исключением контрабандных сделок, распространённых в дельте Жемчужной реки). Кохонг отвечал перед императорским наместником за то, чтобы западные купцы вовремя уплатили в казну все пошлины и налоги, а также следил за тем, чтобы иностранцы вели себя в Гуанчжоу подобающим образом.

## Наследие
После смерти Хокуа в 1843 году крупнейший британский торговый дом Jardine, Matheson & Co., стараясь использовать авторитет и репутацию покойного предпринимателя, принял «Эво» как китайское название своей фирмы (в переводе с китайского означает «Счастливая гармония»).
В 1844 году глава фирмы A.A. Low & Brother Абиэль Эббот Лау назвал свой новый клипер в честь умершего делового партнёра — Houqua.
Незадолго до своего банкротства американская Russell & Company попыталась вернуться в банковский бизнес. Весной 1891 года компания стала соучредителем британско-китайского National Bank of China со штаб-квартирой в Гонконге. Крупными акционерами банка были семья покойного чайного магната Хокуа, а также сыновья Пола Форбса — Уильям Хауэлл Форбс и Генри де Форбс (оба были партнёрами Russell & Company и входили в руководство The Hongkong and Shanghai Banking Corporation). Однако не все партнёры компании одобряли работу с National Bank of China, поскольку это могло спровоцировать конфликт интересов с The Hongkong and Shanghai Banking Corporation, с которой Russell & Company была тесно связана.
Именем Хокуа назван популярный чёрный чай с острова Тайвань, производимый компанией Mark T. Wendell.